# David Rowley
David Rowley (* 6. Februar 1990 in Brisbane) ist ein australisch-malaysischer Fußballspieler.

## Karriere

### Verein
Nachdem Rowley bei verschiedenen Klubs in seiner Heimatstadt Brisbane gespielt hatte, wechselte er 2013 nach Thailand zum Chumphon FC und anschließend zum Drittligisten Nara United FC. Es folgte eine Saison beim luxemburgischen Erstligisten CS Grevenmacher. Dann spielte Rowley jeweils ein Jahr für die deutschen Oberligisten Inter Leipzig und Tennis Borussia Berlin. Nach einem kurzen Abstecher zum BSC Rehberge 1945 ging er Anfang 2018 nach Malaysia. Seitdem war er in der Malaysia Super League für PDRM FC, Negeri Sembilan FC, Kelantan FC, Kedah Darul Aman FC, Penang FC und Sri Pahang FC im Einsatz. In dieser Zeit gewann Rowley mit Kedah Darul Aman FC 2019 den malaysischen Pokal. Nach insgesamt 57 Ligaspielen für Sri Pahang wechselte er im August 2025 nach Thailand. Hier unterschrieb er in Chanthaburi einen Vertrag beim Zweitligisten Chanthaburi FC.

### Nationalmannschaft
Am 9. Dezember 2022 gab Rowley im Testspiel gegen Kambodscha sein Debüt für die malaysische A-Nationalmannschaft. Beim 4:0-Heimsieg im Bukit Jalil-Nationalstadion von Kuala Lumpur kam er über die komplette Spielzeit zum Einsatz. Anschließend wurde Rowley auch von Trainer Kim Pan-gon in den Kader für die anstehende Südostasienmeisterschaft berufen und kam dort zu weiteren vier Einsätzen. Anschließend wurde er jedoch nicht mehr nominiert.

## Erfolge
- Malaysischer Pokalsieger: 2019